# Саданов, Аманкелди Курбанович
Аманкелди Курбанович Саданов (р. 28 мая 1951 года) — казахский микробиолог, создатель научного направления почвенной биотехнологии и научной школы почвенных микробиологов.

## Биография
Родился 28 мая 1951 г. в ауле Талап Жанакорганского района Кызылординской области. Выпускник биологического факультета Кызылординского педагогического института им. Н. В. Гоголя. Закончил аспирантуру КазНИИ земледелия ВО ВАСХНИЛ им. В. Р. Вильямса и докторантуру при кафедре биологии почв МГУ им. М. В. Ломоносова в Москве.
С 1982 по 1994 гг. работал в Институте микробиологии и вирусологии АН КазССР. В процессе работы над кандидатской (1984) и докторской (1993) диссертациями А. К. Садановым были сформировано новое для Казахстана научное направление — почвенная биотехнология и создана школа почвенных микробиологов, которая сегодня является одним из авторитетных и признанных в Республике и за её пределами научных коллективов. В 1994 г. перешел на профессорско-преподавательскую работу, занимал должности профессора (1994—1995), а затем заведующего кафедрой экологии (1995—2001) КазСХИ (впоследствии — Казахский национальный аграрный университет). В 2002—2004 гг. являлся заместителем Генерального директора по научной работе РГП «Национальный центр биотехнологии РК» (г. Астана). При непосредственном участии А. К. Саданова были созданы Республиканская коллекция микроорганизмов, Международная лаборатория мониторинга в г. Степногорск и лаборатория экологической биотехнологии Национального центра биотехнологии. В 2004 г. назначен Генеральным директором РГП «Центр биологических исследований» МОН РК, созданного постановлением Правительства РК. В состав Центра вошли 9 научных организаций биологического профиля. Центр биологических исследований обеспечивал координацию и научно-организационное сопровождение научно-исследовательских работ биологических НИИ и ВУЗов. С 1998 по 2010 годы являлся председателем диссертационных советов по защите кандидатских и докторских диссертаций при Казахском национальном аграрном университете и Институте микробиологии и вирусологии Комитета науки МОН РК. В декабре 2010 г. назначен Генеральным директором РГП «Институт микробиологии и вирусологии» Комитета науки МОН РК, правопреемником которого с мая 2018 года является ТОО «Научно-производственный центр микробиологии и вирусологии» (далее — Центр).
Являясь крупным специалистом в области общей микробиологии, экологии микроорганизмов и почвенной биотехнологии особое внимание А. К. Саданов уделяет развитию фундаментальных и прикладных исследований по различным актуальным направлениям микробиологии и вирусологии. Одним из главных приоритетов А. К. Саданова, как ученого и Генерального директора Центра, является реализация полного цикла «научное исследование — разработка технологии — внедрение в производство — коммерциализация». Для его осуществления при Центре создан микробиологический завод «Промышленная микробиология» по выпуску биологических и медицинских препаратов, оснащенный самым современным высокотехнологичным оборудованием. Впервые в республике под непосредственным руководством А. К. Саданова разработаны технологии и организовано производство новых отечественных биопрепаратов для сельского хозяйства, охраны окружающей среды, медицины и ветеринарии, реализация которых ежегодно составляет 40-50 тонн.
В настоящее время в структуре Центра имеется 7 научных лабораторий, административно-управленческий аппарат, филиал в г. Кызылорда и микробиологический завод «Промышленная микробиология». В штат Центра входит 150 сотрудников, включая 10 докторов наук, 28 кандидатов наук, 9 докторов философии (PhD) и 40 магистров. Средний возраст сотрудников составляет 39 лет, 55 специалистов являются молодыми учеными в возрасте до 35 лет. Большое внимание А. К. Садановым уделяется подготовке научных кадров. Перспективная молодежь обучается в магистратуре и PhD- докторантуре, имеет все условия для творческой работы под руководством опытных наставников. Ежегодно талантливых молодых ученых по инициативе А. К. Саданова поощряют именными премиями (академиков А. Н. Илялетдинова и Х. Ж. Жуматова) за счет средств Центра.
Одним из основных элементов минерального питания сельскохозяйственных культур является азот. Недостаток азота вызывает существенную задержку роста и развития растений; в связи с этим, крупным достижением А. К. Саданова и коллектива микробиологов явились разработка и внедрение биоудобрения «Ризовит-АКС», который накапливает биологический азот клубеньковыми бактериями из атмосферного воздуха в корневой системе, в среднем повышая урожайность кормобобовых культур (на 5-7 ц/га) и плодородие почв за счет накопления биологического азота.
Для получения высоких урожаев сельскохозяйственных культур в почву ежегодно вносится в среднем 100—120 кг/га фосфорных удобрений, из них доступно для растений только 8-10 %, остальная часть этих удобрений накапливается в почве как «мертвый груз» и переходит в недоступную форму, то есть фосфаты, вносимые в почву в виде минеральных удобрений, усваиваются растениями с очень низкой эффективностью. В связи с этим, одним из альтернативных путей восстановления плодородия почв являются биологические методы с использованием биопрепаратов на основе различных микроорганизмов. В природе только они обладают способностью переводить нерастворимые минеральные соединения в доступную форму для питания растений.
Учеными Центра под руководством Саданова А. К. разработан биопрепарат «Фосфобацирин-АС», который предлагает наиболее выгодное и экологически безопасное повышение усвояемости фосфора, накопленного годами, за счет фосфатмобилизирующих микроорганизмов, без дополнительного внесения в почву минерально-фосфорного удобрения. В результате применения биопрепарата 20-30 % труднодоступных форм фосфатов превращаются в доступные растениям соединения фосфора, значительно повышая урожайность сельскохозяйственных культур за один вегетационный период.
Использование биопрепаратов «Ризовит-АКС» и «Фосфобацирин-АС» экономически выгодно (в 25 раз дешевле) и полностью заменяет необходимость применения минеральных удобрений.
Одной из традиционных отраслей сельского хозяйства Казахстана является животноводство. Для его устойчивого развития, обеспечения внутренних потребностей в животноводческой продукции и повышения экспортного потенциала, первостепенное значение имеет создание устойчивой кормовой базы. В производственных условиях при выращивании многолетних кормовых бобовых культур, донника и люцерны, существует серьёзная проблема низкой всхожести семян из-за твердой оболочки, препятствующей прорастанию всходов. В связи с этим, крестьянские хозяйства получают низкую урожайность этих культур. Для решения этого вопроса разработан биопрепарат «Фитобацирин». При норме высева семян донника и люцерны 18-20 кг/га, без обработки биопрепаратом всходит только ¼ семян, то есть прорастают всего лишь 4-5 кг семян, остальная часть погибает. Предпосевная обработка семян биопрепаратом «Фитобацирин» повышает их всхожесть до 80-90 % и снижает расход посевного материала до 10 кг/га. Экономия только за счет повышения всхожести семян составляет 12-14 тыс. тенге с одного гектара.
Для укрепления кормовой базы животноводства необходима заготовка высококачественных силосованных и сенажированных кормов, которые должны занимать основной удельный вес в зимних рационах скота, особенно в тех регионах (Северный и Центральный Казахстан), где зимний период составляет 6-7 месяцев. Для решения данной проблемы под руководством А. К. Саданова организовано производство и реализация новых специализированных бактериальных заквасок «Казбиосил» для консервирования различных кормов. Данный препарат активно используется животноводческими хозяйствами в 11 областях Казахстана, с его использованием заготавливается ежегодно около 1 млн тонн силоса и сенажа.
Помимо вопроса обеспечения полноценными кормами, ещё одной проблемой, наносящей большой ущерб животноводческим хозяйствам и нуждающейся в решении, являются болезни молодняка. В первые две недели жизни, падеж молодняка сельскохозяйственных животных и птиц от смешанных кишечных инфекций достигает 30-40 % (из 100 голов 35-40 погибают). Для их профилактики и лечения разработан пробиотик «Полилактовит» на основе молочнокислых и пропионовокислых бактерий. Действие этого пробиотика обусловлено подавлением роста патогенных и условно-патогенных микроорганизмов и стимуляцией иммунной системы животных. Препарат успешно реализуется в 14 областях Казахстана. В результате его применения сохранность приплода составляет 100 %.
Ещё одним биопрепаратом для использования в животноводческих хозяйствах является кормовая добавка «Бентобак». Пробиотик, созданный на основе пропионовокислых и целлюлозолитических бактерий, улучшает переваривание грубых кормов и оптимизирует процессы обмена веществ у сельскохозяйственных животных и птиц, что приводит к повышению среднесуточного прироста живой массы. «Бентобак» успешно реализуется в 9 областях Республики. В результате применения биопрепарата, в зависимости от рациона и породы животных, среднесуточный привес составляет в среднем 800—1200 г., при уменьшении затрат корма на 5 %.
В Республике высокими темпами развивается нефтяная промышленность, проблема загрязнения окружающей среды в местах добычи нефти стоит весьма остро. В связи с этим, важной задачей является создание биопрепаратов, способных активно разлагать эти соединения, требующих быстрого и квалифицированного решения, в том числе биологическими методами. Сотрудниками Центра создан высокоэффективный бактериальный препарат серии «Бакойл-KZ» для микробиологической очистки почвы, водоемов и промышленных стоков от нефтяных загрязнений. С использованием биопрепарата «Бакойл-KZ» ежегодно очищается 100—150 га нефтезагрязненного грунта в Западном Казахстане. Препарат дешевле зарубежных аналогов, при этом превосходит их по эффективности.
Фармацевтический рынок — важный сектор экономики любой страны, который служит критерием её экономического и социального развития, показателем инновационности экономики. Сегодня реальная доля отечественных препаратов на казахстанском рынке составляет около 11 %, что почти вдвое ниже уровня, рекомендованного ВОЗ для обеспечения стратегической безопасности страны. При этом, отечественные фармпроизводители выпускают простые лекарственные средства — антисептики и так называемые галеновые препараты (настойки и экстракты из растительного сырья), или препараты -дженерики на основе субстанций, закупаемых за рубежом. Многие отечественные фармкомпании занимаются лишь таблетированием импортных субстанций, так что слово «отечественный» к данным препаратам малоприменимо. Оригинальные отечественные лекарственные препараты практически не производятся. То, что рынок фармацевтических препаратов в Казахстане почти на 99 % занят импортной продукцией свидетельствует о катастрофической неразвитости отечественного сектора фарминдустрии. А ведь обеспечение страны собственными лекарственными средствами является не только проблемой здравоохранения и экономики, но и вопросом национальной безопасности.
Под руководством А. К. Саданова осуществлены мероприятия, направленные на внедрение в медицинскую практику и организацию производства единственного, отечественного оригинального медицинского препарата «Розеофунгин-АС» — это оригинальный лекарственный препарат широкого спектра действия для лечения поверхностных микозов различной этиологии. Главным преимуществом препарата по сравнению с импортными противогрибковыми средствами является отсутствие к нему устойчивых форм возбудителей, краткий курс и высокая эффективность лечения. В 2017 году препарат «Розеофунгин-АС» включен в Государственный Реестр лекарственных средств Республики Казахстан. В 2018 году препарат «Розеофунгин-АС» вошел в Перечень лекарственных средств Клинического протокола диагностики и лечения дерматофитий МЗ РК на 2019—2023 годы. В 2019 году препарат «Розеофунгин-АС» включен в состав Казахстанского Национального Лекарственного Формуляра (КНФ) В настоящее время активно реализуется через аптечные сети Республики. На основе розеофунгина разработан препарат для лечения вагинального кандидоза «КанПроФем-АК».
На все производимые препараты имеются патенты РК на штаммы, препараты и способы производства, товарные знаки, сертификаты о происхождении продукции (СТ-KZ) и сертификаты соответствия продукции. С 2020 года микробиологический завод «Промышленная микробиология» зарегистрирован в реестре отечественных производителей товаров НПП РК «Атамекен» (Индустриальный сертификат № 102 0 00101 — 8 биопрепаратов внесены в реестр).
В НПЦ микробиологии и вирусологии ведутся активные вирусологические исследования, связанные с изучением вирусов гриппа человека, млекопитающих животных и птиц.
Начаты исследования по разработке принципиально новых антивирусных препаратов, эффективных не только в отношении вирусов гриппа, но и против коронавирусов.
В результаты многолетних фундаментальных и прикладных научных исследований А. К. Садановым опубликовано 1036 научных трудов, в том числе 620 научных статей, 24 монографии, 39 методических и учебных пособий, 155 авторских свидетельств, патентов и товарных знаков. Под его руководством защищено 17 докторских и 40 кандидатских диссертаций. А. К. Саданов является академиком и членом Президиума Казахской национальной академии естественных наук, членом Комиссии по присуждению Государственных премий Республики Казахстан в области науки и техники имени аль-Фараби при Президенте Республики Казахстан, член действующего Совета по вопросам биологической безопасности при Правительстве РК.
Научная, педагогическая и общественная деятельность А. К. Саданова высоко оценена государством. Он отмечен знаком «Отличник образования», серебряной медалью им. аль-Фараби, награждён медалью к 20-летию Независимости Республики Казахстан, удостоен Почетного звания «Қазақстанның еңбек сіңірген қайраткері», является кавалером орденов «Құрмет» и «Парасат», удостоен Государственной премии РК в области науки и техники.
Сегодня отечественный рынок, практически по всем видам наукоемкой продукции и услуг, занят крупными зарубежными компаниями, что создает тотальную зависимость страны от импорта и представляет угрозу национальной безопасности. Вступление Казахстана в Евразийский экономический союз (ЕАЭС) и ВТО ещё шире открывает двери для импортной продукции. Результаты деятельности Центра по практической реализации схемы «научная идея — технология — внедрение — коммерциализация» доказывают, что наука Казахстана может быть конкурентоспособной и вносить достойный вклад в развитие экономики страны. Под руководством А. К. Саданова грамотно выстроена работа по коммерциализации результатов научных исследований в связи с потребностями реальной экономики, которая приносит ощутимые плоды и дает уверенность, что отечественная экономика имеет все шансы для дальнейшего развития по инновационному пути.